# JYJ
JYJ, acrónimo de Jae-joong, Yoo-chun y Jun-su, es un grupo musical masculino surcoreano formado y originalmente compuesto por Kim Jae-joong, Kim Jun-su y Park Yoo-chun en 2010. 
El grupo está conformado por Junsu y Jae Joong; tras la salida oficial de Yoochun en 2019.
Su nombre proviene de las iniciales de sus integrantes, quienes, luego de iniciar una demanda legal contra su compañía en ese entonces: SM Entertainment, decidieron crear un nuevo grupo bajo el sello de Rhythm Zone.
Su EP debut, fue lanzado en septiembre de 2010 para el mercado japonés, alcanzando el n.º 1 en la lista Oricon. Un mes más tarde, en octubre de 2010, vio la luz su primer álbum a nivel mundial, The Beginning, para el cual contaron con la colaboración de Kanye West y Malik Yusef. En septiembre de 2011 lanzaron su segundo álbum de estudio y el primero completamente en coreano, In Heaven. En 2014 lanzaron su segundo álbum en Corea llamado Just us
Desde su inicio, el grupo ha contado con la opinión de varios periódicos y redes de comunicación de todo el mundo, gracias también a la expansión mundial del Hallyu, incluyendo The Wall Street Journal,The Los Angeles Times, El Comercio (Perú). De acuerdo con Alicia Powell de Reuters, "JYJ ha hecho historia en el continente Sudamericano al ser el primer grupo K-Pop en actuar en Chile y Perú ya que cuenta con un leal y creciente club de fanes tanto en Asia como en el resto de continentes".
El DVD de su concierto en vivo el Thanksgiving concert vendió 116.000 copias y su álbum The... vendió 140.000 discos en la primera semana después de ser liberado, tanto con debutar en el N.º 1 en el DVD de Oricon y listas de popularidad en la misma semana. El álbum debut de la banda a nivel mundial, The Beginning, fue lanzado el 12 de octubre de 2010, encabezados por Kanye West, quien produjo la canción "Ayyy Girl." También hicieron una gira en octubre y noviembre, con fechas en Corea del Sur, el Sudeste Asiático y Estados Unidos. Las entradas para las dos actuaciones en el Hwaseong Tiger Dome en la Universidad de Corea, se agotaron en 15 minutos y una porción de las ganancias fueron donadas a World Vision. Dos semanas antes del lanzamiento del álbum, 50.000 ejemplares de la edición regular habían sido pre-ordenadas y pre-vendidas unos 99.999 ejemplares de la edición especial de The Beginning, alcanzando cifras de 149,999 solicitudes.
El 29 de octubre de 2015 reciben el Premio como reconocimiento a su carrera: Korean Popular Culture & Arts Award: Prime Minister Award y es en algún momento de ese mismo año que dejan de sacar música juntos y comienzan a tener más actividades en solitario.

## Miembros
| Nombre artístico | Nombre artístico | Nombre       | Nombre | Fecha de nacimiento           |
| Romanizado       | Hanja            | Romanizado   | Hangul | Fecha de nacimiento           |
| ---------------- | ---------------- | ------------ | ------ | ----------------------------- |
| JaeJoong         | 在中             | Kim Jaejoong | 김재중 | 26 de enero de 1986 (39 años) |
| Junsu            | 俊秀             | Kim Junsu    | 김준수 | 1 de enero de 1987 (38 años)  |

## Historia

### 2010: Debut como JYJ, gira en Japón yThe Beginning

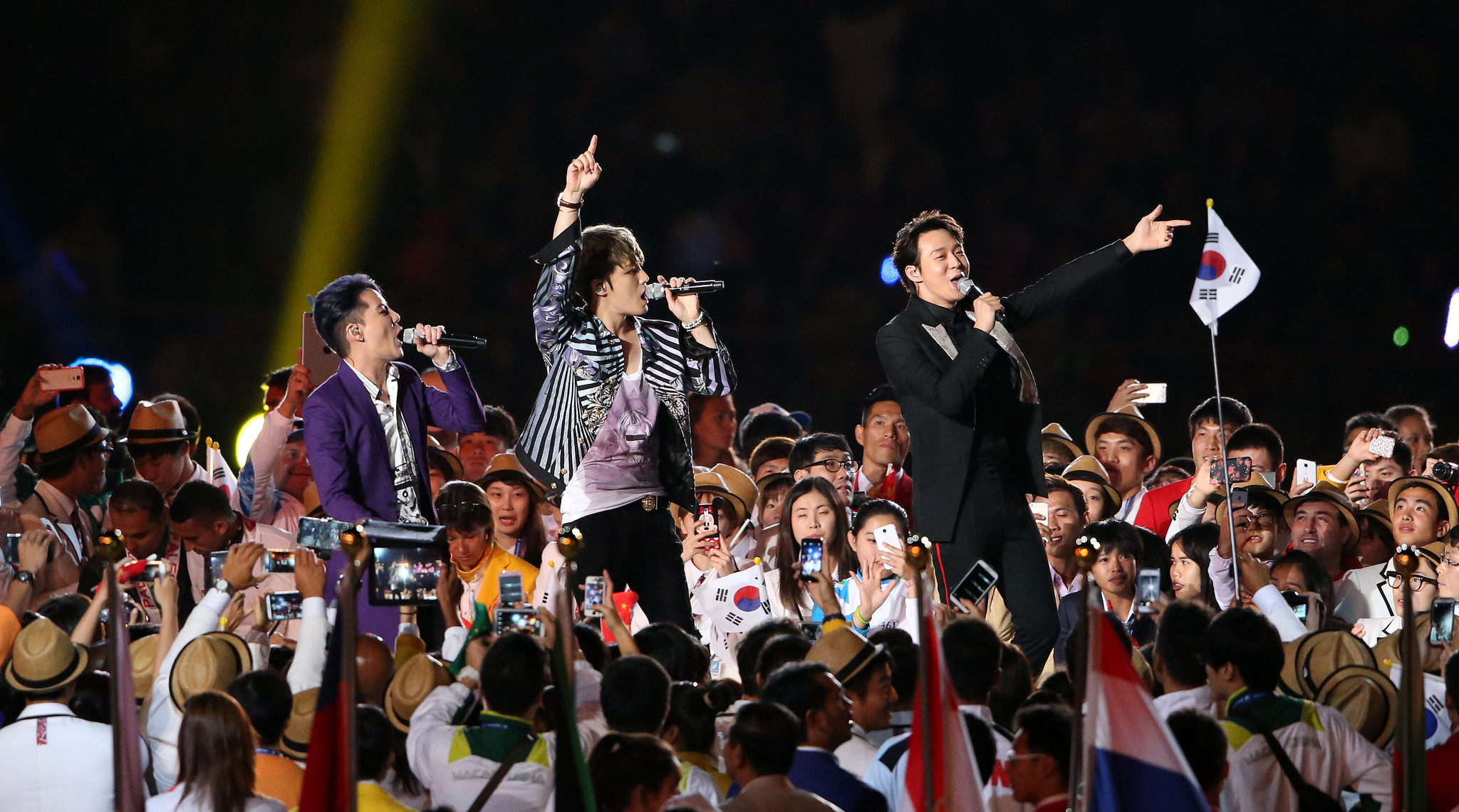
JYJ abriendo los Asian Games 2014

El trío JYJ fue anunciado en abril de 2010 por Rhythm Zone, un subsello de la japonesa Avex.
En su debut JYJ se centró en el país vecino, Japón, publicando en septiembre de 2010 el lanzamiento debut del grupo, el EP en japonés The... llegando al número uno en las listas de álbumes de Oricon con 140.000 copias vendidas tan solo en su primera semana. Este mismo año, JYJ realizaron una serie de conciertos de cuatro días conocidos como Thanksgiving Live in Dome en Osaka Dome y en el Domo de Tokio durante el mes de junio, y una exitosa gira a nivel nacional, a-nation, en agosto.
El DVD en el que se recoge su actuación en los conciertos de Thanksgiving Live in Dome vendió 116.000 copias también en la primera semana tras su lanzamiento. Tanto el EP como el DVD alcanzaron el n.º 1 de su categoría en la lista de Oricon en la misma semana.

### Actualidad
De acuerdo con círculos judiciales, SM Entertainment y los tres miembros de JYJ llegaron a un acuerdo el día 28 de noviembre de 2012 para liquidar la fecha de terminación de parte y todos los contratos entre ambos del 31 de julio de 2009, la fecha en que JYJ presentó su mandato de nulidad. Además, se ha encontrado que han decidido retirar todas las demandas relacionadas y han firmado un acuerdo diciendo que no van a interferir con las actividades que lleva a cabo la otra parte. A pesar de acuerdos JYJ no ha podido aparecer en TV, excepto en el acto oficial de la presentación de la nueva Presidenta de Corea del Sur y en los Juegos Asiáticos de Incheon 2014.
Salió a la luz pública que SM Entertainment había enviado cartas a distintos medios para evitar que JYJ apareciesen en programas de TV. El 1 de abril de 2015, Junsu aparece en la TV (KBS) con su videoclip "Take my Hand" de su nuevo álbum en solitario "Flower", como XIA. Curiosamente un día después que ingresa JaeJoong en el servicio militar. El 30 de abril de 2015 XIA aparece en un programa especial de música en el canal de TV EBS, deleitó al público con su portentosa voz, mostrando su lado más cálido y cercano.

## Discografía

### Álbumes de estudio
| Año  | Información del álbum                                                                               | Posiciones en las listas | Posiciones en las listas | Ventas reportadas                                      |
| Año  | Información del álbum                                                                               | JPN                      | KOR                      | Ventas reportadas                                      |
| ---- | --------------------------------------------------------------------------------------------------- | ------------------------ | ------------------------ | ------------------------------------------------------ |
| 2010 | The Beginning - Lanzado: 14 de octubre de 2010 - Idioma: Inglés - Formatos: CD, descargas digitales | 11                       | 1                        | 62.000 (Japón) 292.902 (Corea del Sur)[cita requerida] |

### Extended Plays (EP)
| Año  | Información del álbum                                                                        | Oricon Albums Charts | Ventas reportadas en Japón |
| ---- | -------------------------------------------------------------------------------------------- | -------------------- | -------------------------- |
| 2010 | The... - Lanzado: 8 de septiembre de 2010 - Idioma: Japonés - Formatos: CD, descarga digital | 1                    | 175.000                    |

### DVD
| DVD information | Tracklisting |
| --- | --- |
| Three Voices - Lanzado como: 3hree Voices - Lanzado: 28 de julio de 2010 - Duración: 3:00:00 - Número de Discos: 4 | Ver listaTracklisting Disc: 1. Junsu in Sydney 2. Jaejoong in Canada 3. Yoochun in Seoul 4. Offshot & Digest |
| Thanksgiving Live in Dome - Released: 8 de septiembre de 2010 - No of Disc: 2                                      | Ver listaTracklisting 1. いつだって君に 2. Shelter 3. 君がいれば～Beautiful Love～ 4. 悲しみのゆくえ 5. 君のために 6. TOKYO LOVELIGHT (Live ver.) 7. been so long (Special Guest: Lisa) 8. レイニーブルー 9. 君がいるだけで 10. I have nothing 11. My Girlfriend (Special ver.) 12. Maze 13. XIAHTIC 14. COLORS～Melody and Harmony～ 15. Get Ready 16. Long Way 17. Intoxication (Encore) 18. W (Encore) 19. Making Movie |

Memories In 2010
- Lanzado: marzo de 2011
- Formato: 2 DVD
- Duración: 170 min.
- Idioma: japonés
- Grabado: 2010 en Japón

A Sweet White Day Valentine Date - 1st Fanmeeting
- Lanzado: marzo de 2011
- Formato: 1 DVD (Solo VIP)
- Idioma: coreano
- Grabado: 14 de marzo de 2011

Three Voices II
- Lanzado: 25 de mayo de 2011
- Formato: 2 DVD
- Duración: 180 min.
- Idioma: coreano
- Subtítulos: inglés, chino simplificado/tradicional, japonés
- Grabado: alrededor de marzo de 2011 en Japón

Come On Over
- Lanzado: diciembre de 2011
- Formato: 5 DVD
- Duración: 345 min.
- Lanzado (Director's Cut): febrero de 2012
- Formato (Director's Cut): 1 DVD
- Duración (Director's Cut): 80 min.
- Idioma: coreano
- Subtítulos: inglés, chino, coreano, japonés
- Grabado: alrededor de enero de 2011

JYJ Worldwide Concert in Seoul
- Lanzado: 23 de diciembre de 2011
- Formato: 5 DVD
- Duración: 448 min.
- Idioma: coreano, inglés
- Subtítulos: inglés, japonés
- Grabado: 27/28 de noviembre de 2010

JYJ Unforgettable Live Concert in Japan 
- Lanzado: enero de 2013
- Formato: 2 DVD
- Idioma: japonés
- Subtítulos: japonés (subtítulos en inglés para partes con lyrics en inglés solamente)
- Grabado: 15-16 de octubre de 2011
- Ventas: 50,000

## Tours/Conciertos
| #   | Tours/Conciertos                                | Notas | Fechas del Tour |
| --- | ----------------------------------------------- | --- | --- |
| 1.º | Thanksgiving Live in Dome 2010                  | Osaka, Japón - Kyocera Dome Tokio, Japón - Tokyo Dome | 5 y 6 junio 12 y 13 junio |
| 2.º | JYJ Unforgettable Live Concert In Japan 2011    | Ibaraki - National Hitachi Seaside Park | 15 y 16 octubre |
| 3.º | JYJ 1st World Tour 2011-2012                    | Seúl, Corea del Sur - Jamsil Indoor Stadium Bangkok, Tailandia - Impact Arena Taipéi, Taiwán - Taipei Arena Pekín, China - Beijing Capital Gymnasium Vancouver, Canadá - Rogers Arena New Jersey, EE. UU. - Prudential Center Los Ángeles, EE. UU. - Nokia Theater California, EE. UU. - University Event Center Busan, Corea del Sur - Sajik Indoor Gymnasium Gwangju, Corea del Sur - Gwangju Rosary Stadium Barcelona, España - Bacerlona Poble Español San Diego, Chile - Teatro Cuapolican Explanada Sur del Estadio Monumental | 27 y 28 noviembre 2 y 3 abril 23 abril 7 mayo 20 mayo 22 mayo 27 mayo 3 junio 11 y 12 junio 26 junio 29 octubre 6 noviembre 9 marzo 11 marzo |
| 4.º | JYJ 2nd Concert "The Return of the JYJ" 2013    | Tokio, Japón - Tokyo Dome | 2, 3 y 4 abril |
| 5.º | JYJ 1st Asia Tour "The Return Of The King" 2014 | Seúl, Corea del Sur - Jamsil Indoor Stadium Hong Kong, China - Asia World Expo Arena Pekín, China - Beijing Capital Stadium Vietnam - Quan Khu 7 Stadium Chengdu, China - Chengdu Sports Center Stadium Taipéi, Taiwán - Nangang Exhibition Hall Shanghái, China - Mercedes Benz Arena Bangkok, Tailandia - Impact Arena | 9 agosto 16 agosto 23 agosto 30 agosto 6 septiembre 11 septiembre 20 septiembre 25 septiembre                                                |
| 6.º | JYJ 3rd Japan Dome Tour "Ichigo Ikkyu" 2014     | Tokio - Tokyo Dome Osaka - Kyocera Dome Fukuoka - Fukuoka Yofuoko! Dome | 18 y 19 noviembre 13 y 14 diciembre 23 y 24 diciembre                                                                                        |